# Marbach an der Donau
Marbach an der Donau är en ort och kommun  i Österrike. Den ligger i distriktet Melk i förbundslandet Niederösterreich, 90 km väster om huvudstaden Wien. 
Kommunen består av sju orter (Ortschaften) (inom parentes invånarantal 1 januari 2024):
- Auratsberg (215)
- Friesenegg (65)
- Granz (214)
- Kracking (71)
- Krummnußbaum an der Donauuferbahn (616) (ej att förväxla med Krummnußbaum på andra sidan Donau)
- Marbach an der Donau (298)
- Schaufel (220)